# Ein Glück

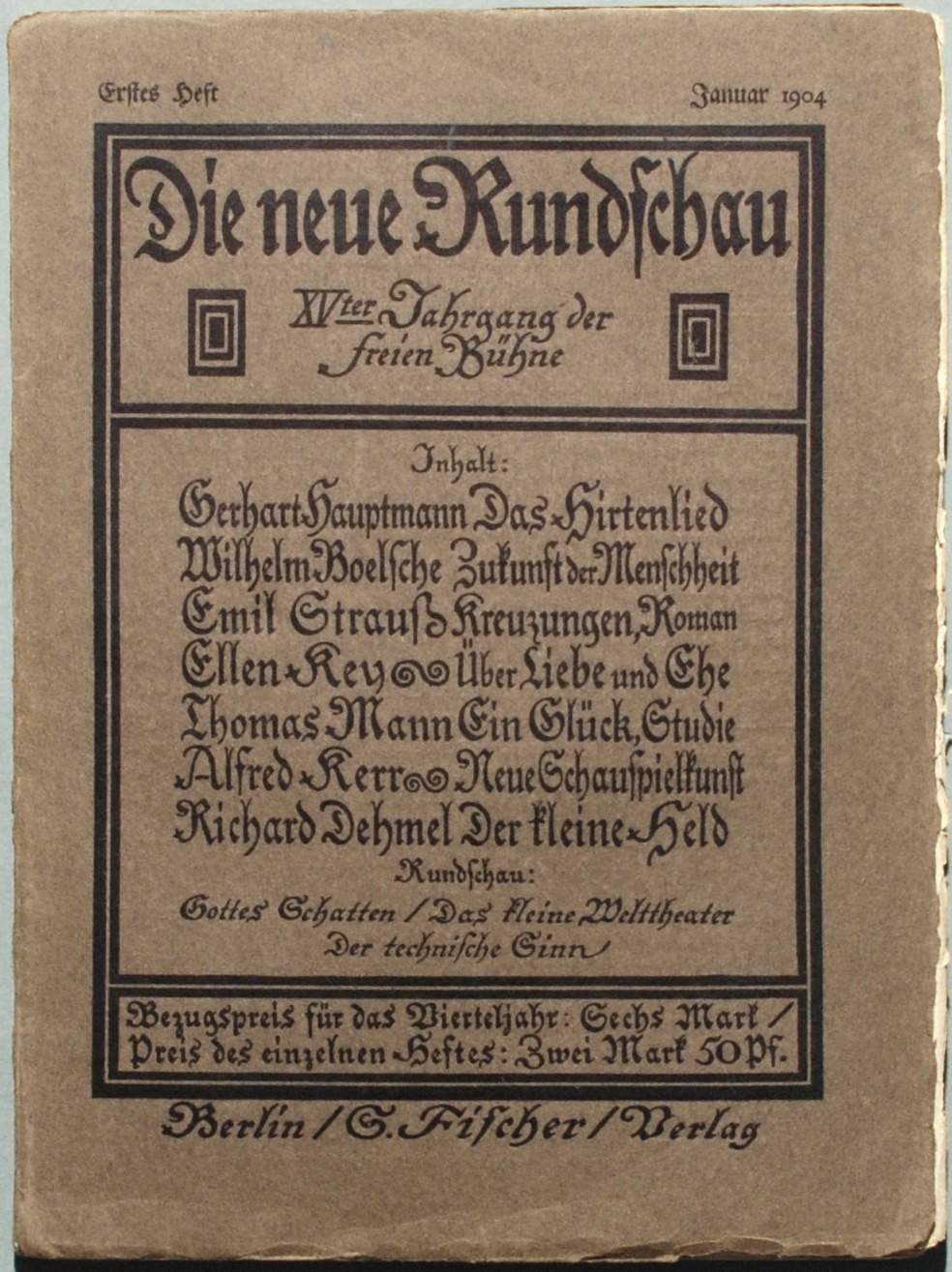
„Die neue Rundschau“ mit dem Erstdruck von Ein Glück, 1904

Ein Glück (Untertitel: Studie) ist eine Erzählung von Thomas Mann, die zunächst 1904 in der Literaturzeitschrift Die Neue Rundschau publiziert und zehn Jahre später in den Sammelband Das Wunderkind (1914) aufgenommen wurde.

## Inhalt
Im Garnisonsstädtchen Hohendamm spielen sich die Husaren-Offiziere als Herren auf und schlagen dabei manchmal über die Stränge, allen voran Rittmeister Baron Harry. Seine Husarenstückchen gehen so weit, dass er sich mitunter über seine Opfer – etwa einen Bäckerburschen, dem er einen großen Korb mit Semmeln abnimmt, um sie in die Fluss zu schleudern – lustig macht und glaubt, dies mit Geld wiedergutmachen zu können. Sogar vor seiner Gattin, der stillen und schwachen Baronin Anna, macht der forsche Rittmeister mit seinen tiefen Kränkungen nicht Halt. Trotzdem liebt sie ihn feig und elend, obgleich er sie betrog und täglich ihr Herz behandelte wie ein Knabe.
In Gugelfings Bierhalle treten die „Wiener Schwalben“ auf, eine fahrende Truppe von etwa dreißig singenden Damen. Die berittenen Edelleute der Garnison besuchen die Auftritte der jungen Varieté-Sängerinnen und kommen auf die Idee, zehn der hübschesten „Schwalben“ für eine private Feier in Anwesenheit ihrer Ehefrauen zu engagieren.
Hieraus ergeben sich verschiedene Gefühlsverwicklungen. Der verträumte Avantageur, ein junger Dichter, der insgeheim die arme, kleine Baronin Anna verehrt, wird von seinem Platz am Klavier verscheucht, weil er laut Baron Harry statt eines Walzers nur Trauergeläute zustande bringt. Harry aber möchte etwas Schwungvolles mit Rhythmus. Als er dann ausgelassen mit Emmy, der jüngsten und hübschesten der Schwalben tanzt und dabei von seiner Frau beobachtet wird, stellt Anna plötzlich fest, dass diese wilde Emmy mit den dunklen Mandelaugen hin und wider auch nach ihr selbst schaut und dass ihre eigene Sehnsucht nach der kleinen ‚Schwalbe‘ heißer und tiefer war als Harrys. Damit nicht genug: Bei alledem merkt niemand weit und breit, dass Emmy, dieses kleine verwahrloste Geschöpf, das der Wein sentimental machte, den ganzen Abend zu dem jungen Avantageur hinüberschmachtet.
Anna muss zunächst tatenlos mit ansehen, wie ihr Gatte, dieser Wicht und Fant, der gründlich ordinären, aber wundervollen Emmy den ganzen Abend den Hof macht. Als der Rittmeister sie dann sogar in aller Öffentlichkeit körperlich bedrängt und dabei der Widerstrebenden seinen Ehering ansteckt, steht Anna auf und verlässt den Ort ihrer Demütigung. Und da begibt sich etwas ganz Seltsames. Emmy ergreift für Anna Partei, bezeichnet Harry als gemein, gibt Anna den Ring zurück und drückt ihr einen weichen, inbrünstigen Kuss auf die Hand. Anna, ganz entzückt und bezaubert, weil dies Närrchen von einer Landstreicherin zu ihr gekommen ist, erlebt für einen Augenblick das Glück, das entsteht, wenn jene zwei Welten, zwischen denen die Sehnsucht hin und wider irrt, sich in einer kurzen, trügerischen Annäherung zusammenfinden.

## Zur Form
Still! Wir wollen in eine Seele schauen. Im Fluge gleichsam, im Vorüberstreichen und nur ein paar Seiten lang, denn wir sind gewaltig beschäftigt. Schon diese einleitenden Worte zeigen, dass der Autor seinem Text den Charakter einer scheinbar beiläufigen Studie nicht zuletzt dadurch verleiht, dass er ihn einrahmt in den empathischen Kommentar eines wohlwollenden Erzählers, der sich während der flüchtigen Niederschrift gerade auf Reisen befindet, gerade aus Florenz zurückkommt, wo er schwierige Angelegenheiten zu erledigen hatte, und nun nur wenig Zeit erübrigen kann, die Geschichte der kleinen Baronin Anna zu skizzieren, zu wenig Zeit, um in eine Seele zu schauen und in Worte zu fassen, was alles sich hinter deren armen Lächeln verbirgt. Dieser väterliche Erzähler verneigt sich nicht nur vor Anna wie vor einem Kind, sondern nimmt auch seine Leser gleichsam leutselig plaudernd bei der Hand, spricht sie direkt an (Seht doch die kostbare kleine Einzelheit!) und zeigt ihnen – hin und wieder in die „erlebte Rede“ wechselnd – die Welt ganz aus Annas empfindsamer Perspektive, bevor er sich ebenso schnell wie teilnahmsvoll wieder von ihr verabschiedet: Wir verlassen dich, Baronin Anna, wir küssen dir die Stirn, leb' wohl, wir enteilen! Schlafe nun! Du wirst die ganze Nacht von der ‚Schwalbe‘ träumen, die zu dir kam, und ein wenig glücklich sein.

## Zum Hintergrund
Die kurze Erzählung entstand als Auftragsarbeit für das erste Heft der Neuen Rundschau. Thomas Manns Duzfreund Kurt Martens hatte ihm im Sommer 1903 eine „Casino-Geschichte“ erzählt, die er während seiner Militärzeit in einem Husarenregiment miterlebt hatte. Thomas Mann vermerkte im Notizbuch 7 einige Stichworte, die er im November 1903 für die Niederschrift von Ein Glück verwendete. Die einleitenden Worte des Erzählers Wir kommen aus Florenz, aus alter Zeit verweisen auf die Arbeit am Drama Fiorenza. Er ist unterwegs in ein Königsschloß, den geplanten Roman Königliche Hoheit. Hermann Kurzke sieht in der Geschichte eine „dezente Rache“ an Paul Ehrenberg.
Die Sehnsucht des Ernsthaften, Ungeschickten, gesellschaftlich nicht Gewandten nach dem lebenstüchtigen, „ordinären“ Liebling der Gesellschaft ist ein Motiv, das bei Thomas Mann nicht selten auftritt. Tonio Kröger etwa empfindet sie, auch Paolo Hofmann (in Der Wille zum Glück) und viele andere seiner Protagonisten erleben Ähnliches. Ungewöhnlich ist jedoch, dass in Ein Glück eine Frau eine Frau begehrt, während die Sehnsuchtssubjekte und -objekte bei Thomas Mann sonst in der Regel männlichen Geschlechts sind.

## Zur Rezeption
- Mit tiefster Bewunderung zitierte Franz Kafka, wie sein Freund Max Brod berichtet, den ersten Satz der Erzählung (Max Brod, Thomas Mann im Urteil seiner Zeit: Dokumente 1891-1955, ed. Klaus Schröter, Hamburg: Christian Wegner, 1969, S. 127).
- Hans R. Vaget führt einige Details auf, wie das Faible des Autors für „das Motiv der gleichgeschlechtlichen Neigung“ und bezeichnet die Kasino-Novelle als Kitsch.
- Peter Sprengel nimmt sie in seiner Literaturgeschichte nicht mit ins Register auf.

## Ausgaben
- Die Neue Rundschau, 15. Jahrgang 1904, Heft 1.
- Das Wunderkind. Novellen. S. Fischer, Berlin 1914.
- Sämtliche Erzählungen. S. Fischer, Frankfurt am Main 1963.
- Sämtliche Erzählungen. Band 1. Fischer Taschenbuch-Verlag, Frankfurt am Main 1987, ISBN 3-10-348115-2, S. 332–344.